# Anna Vila Cuadras
Anna Vila Cuadras (Igualada, Anoia, 31 d’agost de 1987) és una exportera d'hoquei sobre patins en línia catalana.
S'inicià en la pràctica de l'esport amb l’Igualada Hoquei Línia i, posteriorment, competí amb el Club Hoquei Línia Jujol, amb el qual guanyà tres Lligues Catalanes (2006, 2007, 2008), un Campionat d'Espanya (2006), dues Lligues Èlite (2006-07, 2007-08) i una Copa de la Reina (2009). A partir de la temporada 2009-10, jugà amb l'Hoquei Club Rubí Cent Patins, amb el qual aconseguí tres Lligues Catalanes (2010, 2011, 2012). Internacional amb la selecció espanyola d'hoquei sobre patins en línia, participà a dos Campionats del Món.